# Naczyniak

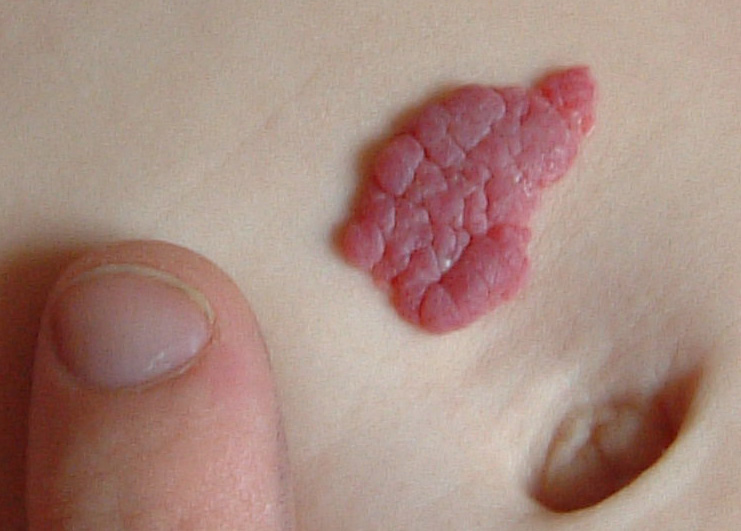
Naczyniak włośniczkowy

Naczyniak (łac. angioma) – nowotwór łagodny wywodzący się z układu naczyń krwionośnych lub limfatycznych.

## Występowanie
Najczęściej spotykane są naczyniaki niezłośliwe (łac. haemangioma). Łagodne naczyniaki limfatyczne (łac. lymphangioma) występują rzadko. Naczyniaki krwionośne złośliwe (łac. haemangiosarcoma) lub limfatyczne złośliwe (łac. lymphangiosarcoma) spotykane są wyjątkowo. Guzy naczyniakowe niezłośliwe nie posiadają torebki. Rosną naciekając okoliczne tkanki, nie powodują ich destrukcji. Mogą występować pojedynczo lub jako zmiana mnoga. Często stanowią wadę wrodzoną. W dużym odsetku lokalizują się w granicach unerwienia nerwu podoczodołowego i nerwu szczękowego.

## Typy histologiczne

### Niezłośliwe
- Najczęściej występującym jest naczyniak krwionośny włośniczkowy (łac. haemangioma capillare). Może występować na skórze, błonach śluzowych, w wątrobie, w mózgu lub oponach mózgowych. Zbudowany jest z gęstej sieci mikroskopijnych, prymitywnych naczyń krwionośnych, wyścielonych jedną warstwą śródbłonka.
- Naczyniak krwionośny jamisty (łac. haemangioma cavernosum) występuje często w skórze, mięśniach szkieletowych, w wątrobie lub w kościach. Ma postać cienko- lub grubościennych jam wypełnionych krwią.
- Naczyniak groniasty (łac. haemangioma reacemosum) jest rzadkim nowotworem, lokalizującym się przeważnie w mózgu lub oponach mózgowych. Zbudowany jest ze splotów tętniczo-żylnych, między którymi mogą wytwarzać się połączenia.
- Naczyniakomięśniak gładkokomórkowy (łac. angioleiomyoma) najczęściej lokalizuje się w okolicach przegubów, rośnie powoli, niekiedy bolesny. Występuje rzadko. Zbudowany z prymitywnych naczyń otoczonych komórkami mięśni gładkich.
- Obłoniak (łac. haemangiopericytoma) – najczęściej zlokalizowany w skórze i w tkankach miękkich. Zbudowany z komórek przydanki (perycytów).
- Kłębczak (łac. glomangioma) – występuje najczęściej podskórnie na granicy paznokci, na twarzy i w okolicy uszu. Bogato unerwiony i wrażliwy na ucisk. Wywodzący się z komórek mioepitelialnych. Rozrasta się do średnicy kilku milimetrów.
- Ziarniniak naczyniowy (łac. angiogranuloma) – zbudowany z cienkościennych naczyń o dużej średnicy otoczonych naciekiem zapalnym. Występuje najczęściej na błonie śluzowej jamy ustnej u kobiet w okresie dojrzewania, ciąży lub menopauzy.

### Złośliwe
- Śródbłoniak krwionośny złośliwy (łac. haemangiosarcoma, haemangioendothelioma malignum) – nowotwór wybitnie złośliwy. Przerzutuje drogą krwionośną. Najczęściej lokalizuje się w tarczycy, śledzionie, wątrobie, sutku.
- Obłoniak złośliwy (łac. haemangiopericytoma) – występuje zdecydowanie rzadziej niż postać łagodna.
- Mięsak Kaposiego (łac. sarcoma Kaposi)

## Naczyniaki limfatyczne
Są to nowotwory występujące zdecydowanie rzadziej niż naczyniaki. Podobnie jak one mogą być wrodzone. Najczęściej lokalizują się na skórze, błonach śluzowych i tkankach miękkich. Rzadko dotyczą narządów wewnętrznych. Mogą osiągać duże rozmiary, np. wrodzony naczyniak limfatyczny torbielowaty przedniej części szyi (łac. hygroma colli cysticum connatum). Niezłośliwe dzielą się pod względem typu histologicznego na włośniczkowe (łac. lymphangioma capillare), jamiste (łac. lymphangioma cavernosum) i torbielowate (łac. lymphangioma cysticum). Naczyniak limfatyczny złośliwy (łac. lyphangiosarcoma) występuje wybitnie rzadko. Spotyka się go u kobiet po zabiegu mastektomii z powodu raka piersi. Rozwija się najprawdopodobniej na podłożu przewlekłego obrzęku chłonnego spowodowanego usunięciem pachowych węzłów chłonnych.

## Wygląd
Naczyniak zlokalizowany na skórze ma postać ostro odgraniczonych wypukłych plam o zabarwieniu sinoczerwonym lub drobnych guzków. 
Naczyniak nie zawsze jest widoczny od razu po urodzeniu. Zwykle ujawnia się dopiero w 1-2 tygodniu życia jako czerwony punkcik na głowie lub tułowiu dziecka. Najintensywniej powiększa się w ciągu pierwszych 6 miesięcy i po roku osiąga swój ostateczny rozmiar. Ma kolor czerwony, jest miękki, wypukły, wyglądem przypomina truskawkę. Większość naczyniaków znika między 5 a 9 rokiem życia, a jako ślad po naczyniaku zostaje przebarwienie albo skupisko widocznych przez skórę rozszerzonych naczynek krwionośnych.

## Leczenie
Naczyniaki usuwa się operacyjnie: skalpelem, metodą krioterapii bądź laserem. Naczyniaki leczy się także farmakologicznie podając propranolol, który zahamowuje ich wzrost i powoduje wchłanianie. Naczyniaki jamiste mogą ustępować samoistnie.